# Карантинное
Карантинное — посёлок (микрорайон) в Трусовском районе Астрахани, бывшее село.

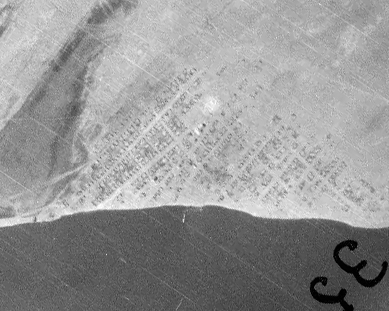
село Карантинное

## История
Основано в начале XIX века, и поначалу называлось «Хохлацким», так как жители его были выходцами из Украины. Но название это за селом не закрепилось, и оно, в конце концов, получило наименование — Карантинное, из-за устраиваемого здесь часто карантина, вследствие бушевавших в Астраханской губернии эпидемий чумы и холеры.
В 1859 году в селе Карантинном (Хохлацком) имелось 129 дворов, 1 православная церковь, 1 училище, проживало 345 душ мужского и 330 женского пола.
В 1919 году организован Карантиненский сельский совет Карантиненской волости Астраханского уезда Астраханской губернии. С 1925 года — в составе Зацарёвского района Астраханской губернии, с 1928 года — Астраханского района Астраханского округа Нижне-Волжского края, с 1931 года Наримановского района Астраханского межрайона Нижне-Волжского края (с 1934 года — Сталинградского края, с 1937 года — Сталинградской области). В 1944 году включено в состав Приволжского района Астраханской области. В 1960 году включено в состав Астрахани

## Население
| 1816 | 1835 | 1859 | 1905 | 1914 |
| ---- | ---- | ---- | ---- | ---- |
| 525  | 507  | 675  | 2013 | 3265 |